# Алуминијум
Алуминијум (лат. aluminium) јесте хемијски елемент са симболом Al и атомским бројем 13. У периодном систему елемената спада у метале III главне групе, познату и као групу бора, раније звана група земних метала. Алуминијум је сребренасто-бели лаки метал. Он је трећи најзаступљенији елемент и најчешћи метал у Земљиној кори. У 2010. години ископано је и прерађено око 41 милиона тона примарног алуминијума. Иако он не спада у племените метале, са водом из ваздуха реагује само површински, изграђујући заштитни пасивизирајући слој на површини метала.

## Историја
У поређењу са другим металима, алуминијум није познат дуго у историји. Хамфри Дејви је описао овај елемент 1808. godine kao aluminium kada je pokušao da ga izdvoji. Ханс Кристијан Ерстед је успешно издвојио алуминијум 1825. године путем реакције алуминијум хлорида са калијум амалгамом, при чему је калијум служио као редукционо средство:
Фридрих Велер је користио исту методу 1827. године, али је за редукцију користио метални калијум те је тако добио чистији алуминијум. У то време алуминијум је вредио више од злата. Сен Клер Девил је унапредио Велеров процес 1846. године те га је објавио у књизи 1859. године. Тим побољшаним процесом повећан је принос алуминијума из руде, што је довело да цијена алуминијума за десет година опадне за 90%. Године 1886. Чарлс Мартин Хол и Пол Ерут, независно један од другог, развили су процес за производњу алуминијума путем електролизе, који је данас назван по њима Хол-Ерутов процес. Три године касније, 1889. Карл Јозеф Бајер је развио процес који се по њему зове Бајеров процес којим се и данас у великој мери добија алуминијум у индустријским количинама. У том времену, алуминијум је био у центру пажње науке и јавности уопште, да је по њему назван и један брод израђен 1894. године.

### Етимологија
Име елемента је изведено из латинске речи alumen што значи стипса. На германском говорном подручју користе се два имена за елемент: aluminium и aluminum. У готово свим језицима света прва варијанта је више заступљена, док се друга варијанта aluminum користи више у САД. IUPAC је 1990. године одлучио да званични назив елемента буде aluminium, али је три године касније прихватио aluminum као могућу варијанту имена.

## Заступљеност
Алуминијум је уз масени удео од 7,57%, после кисеоника и силицијума, трећи најраспрострањенији елемент на површини Земље, као и најчешћи метал. Често долази са силицијумом и кисеоником у саставу алумосиликата, у чијој кристалној структури заузима тетраедарски облик са кисеоником и силицијумом. Ови силикати су саставни делови гнајса и гранита. Ређе се може наћи алуминијум оксид у облику минерала корунда и његових варијанти попут рубина (црвен) и сафира (различитих боја или безбојан). Боје ових кристала зависе од нечистоћа и примеса других металних оксида. Корунд има највећи удео алуминијума од око 53%. Осим њега, и минерал акдалаит има висок удео алуминијума од око 51%, као и диаојудаоит око 50%. Укупно до 2010. године откривено је 1.156 минерала који садрже алуминијум. Алуминијум се појављује као и минерал криолит , а његова најважнија руда је боксит . Садржај алуминијум хидроксида  и AlO(OH)) у бокситу износи око 60%, а 30% отпада на оксиде гвожђа и силицијум оксида.
Највећи депозити боксита налазе у јужној Француској (Бо де Прованс), Гвинеји, Мађарској, Русији, Индији, Јамајки, Аустралији, Бразилу и САД. У Босни и Херцеговини налазе се изузетно велике количине боксита. Процењује се да резерве боксита у БиХ износе око 30 милиона тона. Боксита у Босни највише има у близини Милића, Босанске Крупе, Јајца и Сребренице, те у Херцеговини код Мостара и Љубушког.
Код производње алуминијума разликују се примарни, који се добија из боксита и секундарни који се добија из алуминијумског отпада. Рециклирањем алуминијумског отпада могуће је уштедети и до 95% енергије која је неопходна за производњу примарног алуминијума.
Иако има потпуно неплемените особине, алуминијум врло ретко се у природи може наћи самородан, углавном у облику зрнастих или масивних минералних агрегата, а у врло ретким случајевима може се развити у облику плочастих кристала величине до једног центиметра. Међународна минералошка организација (ИМА) је због тога признала такав алуминијум у минерале те га је увела у систематику минерала по Струнзу под системским бројем 1. АА.05, а по старијом систематици (8. издање по Струнзу) под бројем И/А.03-05. Самородни алуминијум је до 2010. године пронађен на само 20 налазишта на Земљи: у Азербејџану, Бугарској, Кини (Гуангдонг, Гуизхоу и Тибет), Италији, Русији (источни Сибир и Урал) и Узбекистану. Чак и на Месецу су пронађени трагови самородног алуминијума. Због своје изузетне реткости, самородни алуминијум нема значаја као сировина.

### Производња
Пошто се алуминијум не може издвојити из алуминосиликата због начина и врсте хемијских веза, економски оправдан и индустријски најефикаснији начин производње алуминијума је прерада руде боксита. Смјеша алуминијум оксида и алуминијум хидроксида се ослобађа из руде боксита од страних примеса попут гвоздених оксида и силицијум оксида, деловањем натрон-соде (Бајеров процес) те се пржи у ротирајућим пећима до алуминијум оксида .
Такозвана сува прерада (Девилов процес по француском хемичару Девилу) се данас готово не користи. При том процесу се добро иситњеном, самлевеном, сировом бокситу додају натријум-карбонат (сода) и кокс, те се та смеша калцинира у ротирајућој пећи на температури од око 1200 °C, а при томе настали натријум-алуминат се отапа у натрон-соди (NaOH). Производња чистог алуминијума се довршава искључиво електролизом алуминијум оксида у истопљеним солима, што представља Хал-Хероултов процес. Да би се снизила неопходна температура за топљење алуминијум оксида, додаје му се криолит, чиме се еутектична тачка снижава на 963 °C.

## Добијање
Бемит и хидраргилит реагују с натријумском лужином и прелазе у топљиви натријумски алуминат. Хидратизовани гвожђе(III) оксид не реагује с натријумском лужином и заостаје у талогу, као и натријум алумосиликат настао реакцијом силицијум-диоксида, натријумске лужине и алуминијум хидроксида.
Настали алуминатни раствор се одваја од талога филтрацијом. Из врућег филтрата додатком кристалића алуминијум хидроксида, као језгра за кристализацију и разређивањем водом, хлађењем се искристализира тешко растворни алуминијум хидроксид. Жарењем алуминијум хидроксида у ротацијским пећима на температурама изнад 1200 °C настаје чиста глиница, која се тек онда шаље да се из ње произведе алуминијум.
Полазна руда за добијање алуминијума је боксит, од којег се прочишћавањем добије алуминијумов оксид (глиница). Метални алуминијум се добија електролизом; најважнији процеси примењују Хал-Херултову ћелију, у којој је се као електролит користи растопљени криолит  који снижава тачку топљења на око 950 °C. Јачина електричне струје при процесу је око 150.000 A, а напон је око 5 V.
Реакција на катоди:
Реакција на аноди:
Ако су катоде израђене од угља (што је најчешће случај), оне при процесу лагано изгарају те реагују са кисеоником и флуором из криолита, стога настају и одређене количине гасова CO и , те гасовита једињења са флуором (1&nbsp;kg po 1 t Al) који доприносе ефекту стаклене баште. Добијени алуминијум се држи на високим температурама неколико сати да би из њега испариле примесе силицијума, титанијума, бакра и цинка, док се највећа чистоћа добија електричном рафинацијом (99,999%). Развијају се и друге електролитне методе (обрада боксита с хлором и електролиза растопљеног хлорида). Чисти алуминијум је мекан и кован, а чврстоћа му се може повећати механичком обрадом.
- Отпорност алуминијума према спољашњим утицајима може се знатно повећати поступком анодне оксидације познатим под називом елоксирање (елоксал поступак). Предмет који се елоксира је анода при електролизи сумпорне киселине. Кисеоник који се излучује на аноди појачава постојећи оксидни слој на алуминијуму. Поступак се најчешће спроводи у сврху побољшања антикорозијских и декоративних својстава оксидне превлаке. У поре тако добијеног слоја може ући боја која алуминијуму даје леп изглед.

Загревањем на ваздуху алуминијум изгара у алуминијум оксид.
Огромна количина ослобођене енергије указује на велику стабилност везе између алуминијума и кисеоника. Због тога се алуминијум користи за редукцију мање стабилних оксида.
Смеша гвожђе(III) оксида и алуминијума у праху се назива термит. Алуминијум у тој смеши редукује гвожђе из оксида, а ослобођена топлота је довољна да се отопи настало гвожђе. Тај се поступак због тога користи за заваривање гвоздених шина.

## Особине

### Физичке
Алуминијум је релативно меки и жилав метал. Отпорност извлачења чистог алуминијума износи око 49 , док код његових легура износи од 300 до 700 MPa. Његов модул еластичности износи, у зависности од легуре, око 70.000 MPa. Лако се извлачи те се ваљањем може прерадити у веома танке фолије. Такозване алуминијумске гњечене легуре се могу добро обрађивати, савијати, пресовати и ковати чак и на нижим температурама. Напетости настале хладном обрадом алуминијума могу се уклонити процесом меког загревања (до 250 °C). На овим температурама може се обликовати и дуралуминијум. Легуре алуминијума са 3% магнезијума или силицијума се добро изливају (алуминијумски притисни гус) те се даље могу машински обрађивати. На температурама од око 1,2 K, чисти алуминијум показује суперпроводничке особине. Тачка топљења алуминијума износи 660,4 °C, а тачка кључања је 2470 °C. Са густоћом од 2,7 g/cm3, алуминијум испољава особине лаких метала.

### Хемијске
Оксидациони број алуминијума је +3. Чист алуминијум на ваздуху се полако оксидује, прекривајући се слојем оксида , који од корозије штити метал који се налази испод површине. Раствара се у неоксидирајућим киселинама, при чему настаје хидратизовани  јон. Алуминијум се лако раствара у јаким базама (нпр, натријум-хидроксид - NaOH или калијум хидроксид - KOH), истискујући водоник и прелазећи у 
{\displaystyle \mathrm {2Al+2\ NaOH+6\ H_{2}O\longrightarrow 2\ Na[Al(OH)_{4}]+3\ H_{2}} }
Концентрисана азотна киселина пасивизира алуминијум.

## Изотопи
Алуминијум има много познатих изотопа, чији се масени бројеви крећу између 21 и 42. Међутим, једини стабилни изотоп је 27Al. Изотоп 26Al је радиоактиван, али се може наћи у природи. Време полураспада изотопа 26Al износи око 716.000 година, али се у природи јавља само у траговима. Ствара се из аргона у Земљиној атмосфери путем спалације узроковане протонима из космичких зрака. Изотопи алуминијума су наши практичну примену у бројним областима као што су одређивање старости океанских седимената, манганових накупина, глечерског леда, кварца у стенама и метеорита. Однос између 26Al и изотопа 10 се користи за изучавање улоге транспорта, одлагања, ерозије и настајања седимената у временским периодима од 100.000 до милион година.
Космогени 26Al је први пут примењен у проучавању месеца и метеорита. Фрагменти метеороида, након што су се одвојили од свог матичног објекта, били су изложени интензивном деловању космичких зрака током свог путовања кроз свемир, што је узроковало стално настајање 26Al. Након што фрагменти падну на Земљу, деловањем атмосфере значајно се смањује производња 26Al, а мерењем његовог времена полураспада могуће је израчунати животни век метеорита. Истраживањем метеорита на тај начин дошло се до податка да је изотоп 26Al био релативно доста распрострањен у време настанка Сунчевог система. Многи научници сматрају да је енергија отпуштена распадом 26Al одговорна за топљење и диференцијацију неких астероида након њиховог настанка пре 4,55 милијарде година.

## Примена

### Као грађевински материјал
Због своје мале густине, алуминијум се често употребљава у околностима где је неопходно смањити тежину, на пример код транспортних машина да би се смањила њихова маса а самим тиме и потрошња горива. То се нарочито односи на свемирске летилице и авионе. Осим њих, значај алуминијума је порастао и у индустрији аутомобила. У прошлости, аутомобилска индустрија је мало користила алуминијум, јер су с њим били повезани проблеми његове високе цене, слабог заваривања делова од алуминијума као и проблематичне отпорности на замор материјала и особине деформације. Већ 1930-их година неке америчке компаније су користиле алуминијум да би смањиле тежину војних амфибијских возила. При градњи мањих и средњих јахти, много се ценила отпорност алуминијума према корозији у сланој морској води, јер се он штитио од корозије стварајући танки заштитни слој оксида на површини. Године 2010. око 35% светске производње алуминијума је трошила индустрија транспортних средстава.
У легурама са магнезијумом, силицијумом и другим металима, алуминијуму се може повећати чврстоћа, која се може поредити са челиком. Због тога, употреба алуминијума ради смањења тежине се углавном примењује у апликацијама где цена материјала не игра велику улогу. Нарочито је употреба алуминијума и његове легуре дуралуминијума (легура алуминијума са бакром и молибденом) раширена у индустрији авиона и свемирских летилица. Већи део структуре данашњих комерцијалних авиона састоји се из алуминијумских лимова различитих чврстоћа и легура, међусобно спојених. Код новијих модела авиона (Boeing 787, Airbus A350) алуминијум је замењен још лакшим вештачким материјалима начињеним од карбонских влакана.
На светском тржишту, цена сировог алуминијума се кретала око 1.770 УС долара по тони. (стање: април 2014)

### Легуре
У истопљеном течном стању, алуминијум се може легирати са бакром, магнезијумом, манганом, силицијумом, гвожђем, титанијумом, берилијумом, литијумом, хромом, цинком, цирконијумом и молибденом. Тиме се могу добити пожељне особине алуминијума и уклонити или умањити нежељене. Код већине легура, највећи проблем лежи у стварању заштитног слоја оксида (пасивизацији), због чега су готови предмети начињени од тих легура угрожени ширењем корозије. Готово све високочврсте легуре имају тај проблем.
Велике количине легираног алуминијума се користе у индустрији превозних средстава. Легуре могу побољшати ливна или ковна својства алуминијума. Управо у изради авиона алуминијум је, због своје мале густоће и отпорности према корозији, тражен материјал, а захваљујући развоју нових технологија заваривања, то постаје и у аутомобилској индустрији те производњи вагона и локомотива нових генерација. Легуре алуминијума налазе велику примену и у аудио-индустрији (звучничке мембране) или као основа за израду компакт дискова (CD плоча, CD ROM-а итд.).
Алуминијум с многим металима ствара легуре, што је уз већ наведена својства, разлог његове велике употребе. Будући да је чист алуминијум мекан, готово половина произведеног метала се прерађује даље у легуре. Производи се велик број легура које обично укључују бакар, манган, силицијум, цинк и магнезијум.
- Алуминијум и манган 1,2% Mn. Не губи боју и употребљава се за прозоре и кухињске фолије.
- Алуминијум и бор има већу електричну проводљивост, а употребљава се за електричне каблове.
- Силумин – Si 10%.
- Магналијум – Mg 10 - 30%. Отпоран на морску воду, па се користи у бродоградњи.
- Дуралуминијум – Cu 2,5 – 5,5%, Mg 0,5 – 2%, Mn 0,5 – 1,2%, Si 0,2 – 1%. Врло тврда легура (трипут тврђа од обичног челика, а лакша од њега), отпорна на ударце, па се користи у грађевинарству, за израду превозних средстава, за оплату авиона и оквире тркачких бицикала.

Познатије легуре:

### Електротехника
Алуминијум је добар електрични проводник. По једном граму масе, боље проводи електричну струју од бакра, али заузима већу запремину од њега, те је по квадратном центиметру попречног пресека проводника бакар бољи проводник. Док је бакар мање реактиван и може се лакше обрађивати од алуминијума, проводници од алуминијума се користе само у случајевима где је неопходно смањити тежину проводника.
Алуминијум се нарочито користи као електрични проводник за струју у електричној мрежи, када се ради о великим и дебелим проводницима као што су струјне шине и каблови за уземљење. У овом погледу алуминијум се показао јефтинијим од бакра.
Код контаката од алуминијума је проблематично, јер се због притиска унутар контакта долази до пластичне деформације (пузања) материјала. Осим тога, током времена се пасивизира стајањем на ваздуху. Након дужег складиштења или интензивнијег додира са водом, тај пасивни слој оксида се задебља, онемогућавајући рад контаката. Током 1960-их алуминијумски контакти су се користили у електричним прекидачима у грађевинским објектима, што је понекад доводило да због неодговарајућих спојева дође до кратких спојева или чак пожара.

## Једињења
Најважнија једињења алуминијума су амфотерни алуминијум-оксид, и алуминијум (III) хидроксид. Литијум-алуминијумхидрид често се користи у органској хемији. Велики индустријски значај имају алуминосиликати, а посебно МАО (метални алуминосиликат). Глина и иловача које се користе у производњи керамике сложене су мешавине алуминијума и  или алуминијума и . Алуминијум(III) хидроксид користи се за пречишћавање воде за пиће, мада се у новије време његова употреба избегава због доказане повезаности Al3+ јона с настанком Алзхеимерове болести.

## Биолошки значај
Упркос великој распрострањености у природи, алуминијум нема познату улогу у биологији. Није присутан у знатним концентрацијама у биолошким системима. Алуминијум сулфат има отровност код мишева ЛД50 од 6207 mg/kg, што отприлике одговара дози од 500 грама за особу од 80 kg. И поред изузетно мале акутне отровности, ефекти алуминијума на здравље су у сталном фокусу јавности због његовог масовног кориштења и дистрибуције у животној средини и привреди.
Врло мали број особа је алергичан на алуминијум и код њих се након контакта или оралног узимања алуминијума и производа од алуминијума јавља дерматитис, промене у метаболизму, повраћање и други симптоми. Код узимања врло великих количина алуминијума, може доћи до неуротоксичности, а повезан је и са променама у функционисању крвно-мождане баријере.